# Villa (diptère)
Pour les articles homonymes, voir villa (homonymie).
Genre
Villa est un genre d'insectes diptères brachycères, des mouches appartenant à la famille des Bombyliidae.

## Présentation

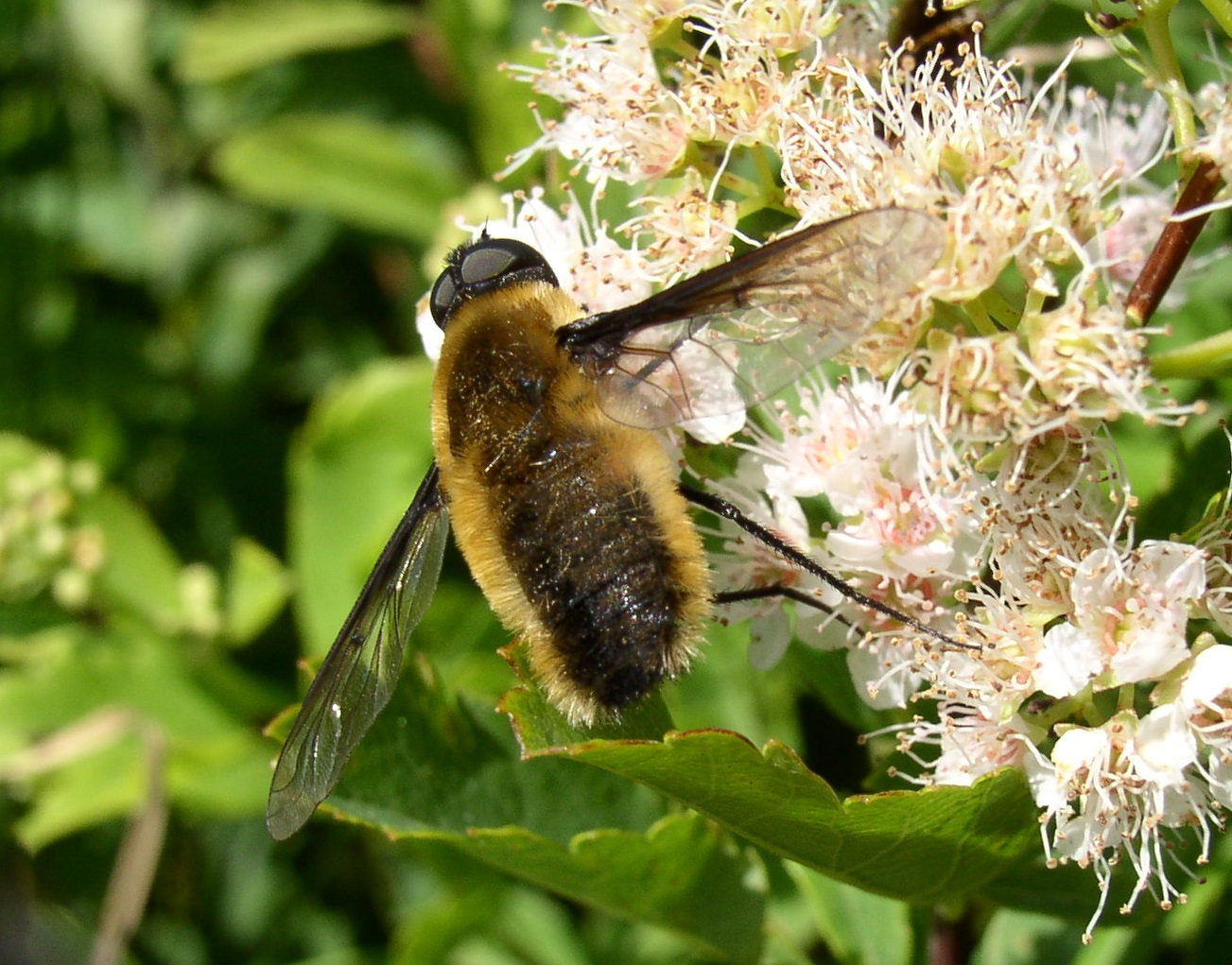
Villa fulviana. Cadillac Mountain, Acadia National Park, Hancock County, Maine, USA

Ces bombyliidés ont une longueur comprise entre 5 et 17 mm et sont caractérisés par une tête arrondie et par leur nervation alaire. 

## Espèces
Environ 270 espèces sont rattachées au genre Villa. Le genre est présent sur tous les continents à l'exception de l'Antarctique.